# Acid argininosuccinic
Acidul argininosuccinic este un aminoacid non-proteninogen cu caracter bazic, fiind un intermediar important în ciclul ureei (sub forma anionică, de argininosuccinat).